# Minnie and Moskowitz
Minnie and Moskowitz è un film del 1971 diretto da John Cassavetes.

## Trama
Minnie, non più giovane e impiegata in un museo, incontra Moskowitz, posteggiatore baffuto e capellone. Sebbene siano molto diversi, si innamorano.

## Critica
Il Mereghetti. Dizionario dei film (1993): ***
«... a modo suo, una commedia brillante ... ironia mai invadente. Ottima direzione d'attori...»